# Norge i olympiska vinterspelen 1960
Norge i olympiska vinterspelen 1960.

## Medaljer

### Guld
- Hastighetsåkning på skridskor
  - Herrarnas 10 000 m: Knut Johannesen
  - Herrarnas 1500 m: Roald Aas

- Längdskidåkning
  - Herrarnas 15 km: Håkon Brusveen

### Silver
- Hastighetsåkning på skridskor
  - Herrarnas 5000 m: Knut Johannesen

- Längdskidåkning
  - Herrarnas 4x10 km stafett: Harald Grønningen, Hallgeir Brenden, Einar Østby och Håkon Brusveen

- Nordisk kombination
  - Individuella: Tormod Knutsen